# Frank Jellinek
Frank Jellinek (* 1908; † 1975) war ein US-amerikanischer Journalist und Schriftsteller.

## Leben und Tätigkeit
Anfang der 1930er Jahre schrieb Jellinek für die kommunistische Zeitung Labour Monthly.
Jellinek war während des Spanischen Bürgerkriegs von 1936 bis 1939 Korrespondent des Manchester Guardian in dem von den Republikanern kontrollierten Teil des Landes. 1938 veröffentlichte er ein seinerzeit vielbeachtetes Buch über diesen Krieg. Dieses wurde unter anderem von George Orwell besprochen.
Ende 1937 ging er nach Mexiko, von wo er zehn Jahre lang für den Manchester Guardian und die New Yorker Zeitung PM sowie die Agentur Federated Press als Korrespondent berichtete. In Mexiko traf er unter anderem wiederholt mit dem abtrünnigen sowjetischen Politiker Leo Trotzki zusammen, dem er noch unmittelbar vor seiner Ermordung im Jahr 1940 begegnete.
Von den nationalsozialistischen Polizeiorganen wurde Jellinek als Staatsfeind eingestuft: Im Frühjahr 1940 wurde er vom Reichssicherheitshauptamt – das ihn irrtümlich in Großbritannien vermutete – auf die Sonderfahndungsliste G.B. gesetzt, ein Verzeichnis von Personen, die im Falle einer erfolgreichen deutschen Invasion Großbritanniens durch die Sonderkommandos der SS-Einsatzgruppen mit besonderer Priorität ausfindig gemacht und verhaftet werden sollten.
Von den 1940er bis in die 1970er Jahre verfertigte Jellinek zahlreiche Übersetzungen von Werken bekannter Autoren, wie z. B. Michel Foucault, ins Englische.

## Schriften
- The Paris Commune of 1871, London 1937.
- Civil War in Spain, London 1938.